# Matthäus Rader
Matthäus Rader (* Anfang 1561 in Innichen, Südtirol; † 22. Dezember 1634 in München) war ein deutscher Jesuit, Lehrer und Historiker.
Nach dem Abschluss seiner Gymnasialstudien am Jesuitengymnasium in München trat er 1581 in den Jesuitenorden ein, studierte Philosophie und Theologie in Augsburg und Ingolstadt. Als Lehrer (Professor) wirkte er 22 Jahre lang an den Jesuitenkollegien Augsburg, Dillingen und München. Maximilian I. beauftragte ihn 1614 mit der Fortsetzung des an den Augsburger Stadtpfleger Markus Welser vergebenen Werks zur Bayerischen Geschichte (Rerum Boicarum libri quinque), was ihm letztlich jedoch von der Ordensleitung verboten wurde. Rader verfasste unter anderem auch das dreibändige Werk Bavaria sancta, ein illustriertes Kompendium der Heiligen des Landes Bayern in lateinischer Sprache. Daneben war er auch Verfasser mehrerer Jesuitendramen. Rader gilt als eine der führenden Persönlichkeiten der Jesuiten in Deutschland um die Wende vom 16. zum 17. Jahrhundert.

## Werke
- Andreas Abele (Hrsg.): Matthäus Rader SJ. Drama de Divo Cassiano. Drama über den Heiligen Cassian. Universitätsverlag Winter, Heidelberg 2021, ISBN 978-3-8253-4792-5.